# Київські римсько-католицькі єпископи
Єпи́скоп Ки́ївський (лат. Episcopus Kioviensis) — голова Київської дієцезії Римсько-католицької церкви. У 1569–1795 роках духовний сенатор від Київського воєводства у Сенаті Речі Посполитої. Посада Київських єпископів існувала в 1320—1798 роках. До 1667 року Київські єпископи резидували у Києві; після — в Житомирі. 1798 року Київську дієцезію об'єднали із Луцькою. До 1321 року Київських католицьких єпископів називали єпископами Русі, з 1638 року — єпископами Київськими та Чернігівськими, з 1789 року — єпископами Житомирськими та Луцькими. 1925 року дієцезія була ліквідована. Після здобуття Україною незалежності в 1991 році дієцезію відновили як Київсько-Житомирську. Її голови стали носити титул єпископів Київсько-Житомирських. Також — єпископ Руський.

## Єпископи

### Київські
| 960-961   |  | Лібутій                 | місійний єпископ із Могунтського монастиря св. Албана. Помер перед виправою до Києва.                           |
| 961-962   |  | Адальберт Магдебурзький | місійний єпископ з Трірського монастиря святого Максиміна. Перший представник Святого престолу в Київській Русі |
| 977-979   |  | Боніфацій               | місійний єпископ                                                                                                |
| 1320-1334 |  | Генріх фон Порвале      | місійний єпископ                                                                                                |
| 1350-1378 |  | Якоб (єпископ)          | місійний єпископ                                                                                                |
| 1378-1383 |  | Миколай (єпископ)       | місійний єпископ                                                                                                |
| 1375-1420 |  | Борислав (єпископ)      | місійний єпископ                                                                                                |
| 1405-1410 |  | Филип (єпископ)         | |
| 1410-1429 |  | Михайло Трестка         | |
| 1430      |  | Станіслав із Бузова     | |
| 1431      |  | Станіслав Мартіні       | |
| 1434      |  | Андрій (єпископ)        | |
| ?         |  | Ян (єпископ)            | |
| 1449-1473 |  | Клемент із Видави       | |
| 1477-1483 |  | Ян (єпископ)            | |
| 1487-1494 |  | Михайло зі Львова       | |
| 1495-1512 |  | Бартоломей Солозницький | |
| 1520-1524 |  | Ян Филипович            | |
| 1526-1531 |  | Миколай Вежгайло        | |
| 1532-1533 |  | Юрій Талат              | |
| 1534-1536 |  | Франциск зі Львова      | |
| 1545-1555 |  | Іван Андрушевич         | |
| 1564-1572 |  | Микола Пац              | |
| 1585-1588 |  | Яків Воронецький        | не затверджений папою                                                                                           |
| 1592-1598 |  | Йосиф Верещинський      | |
| 1599-1618 |  | Кшиштоф Казімірський    | |
| 1619-1633 |  | Богуслав Радошевський   | |
| 1634-1635 |  | Анджей Шолдарський      | |
| 1636-1638 |  | Александер Соколовський | |

### Київські і чернігівські
| 1638-1645 |  | Александер Соколовський    |                                                                    |
| 1646-1653 |  | Станіслав Заремба          |                                                                    |
| 1655-1656 |  | Ян Лещинський (єпископ)    |                                                                    |
| 1656-1677 |  | Томаш Уєйський             |                                                                    |
| 1677-1679 |  | Андріан Пікарський         | номінант                                                           |
| 1679-1682 |  | Станіслав Вітвицький       |                                                                    |
| 1682-1683 |  | Ярослав Соколовський       |                                                                    |
| 1683-1692 |  | Андрій-Хризостом Залуський | з роду Залуських гербу Юноша. Великий канцлер коронний (1703—1706) |
| 1697-1699 |  | Миколай Свенцицький        |                                                                    |
| 1700-1711 |  | Ян-Павло Гомолінський      |                                                                    |
| 1715-1718 |  | Валентин Арцемберський     |                                                                    |
| 1718-1723 |  | Ян-Йоахим Тарло            |                                                                    |
| 1723-1756 |  | Ян Самуель Ожґа            |                                                                    |
| 1756-1759 |  | Каєтан Солтик              |                                                                    |
| 1759-1774 |  | Юзеф-Анджей Залуський      |                                                                    |
| 1774-1784 |  | Ігнацій Оссолінський       |                                                                    |
| 1784-1798 |  | Каспер Цецішовський        |                                                                    |

### Київські і житомирські
| 1991-2011 |  | Ян Пурвінський |  |
| 2011-2016 |  | Петро Мальчук  |  |